# Constitució de Bèlgica
La Constitució de Bèlgica es va crear el 1831. Des que Bèlgica és una monarquia parlamentària aplica els principis de responsabilitat ministerial per les polítiques del govern i la separació de poders. La Constitució de 1831 estableix Bèlgica com un govern centralitzat i un estat unitari. Tanmateix, des de 1970, successives reformes estatats han convertit el país progressivament en un estat federal. El pacte d'Egmont va fracassar en 1978.
La quarta modificació de la constitució va tenir lloc el 1993 quan se'n va publicar una nova versió al Diari oficial belga. Un dels canvis més destacats era la introducció d'un Tribunal d'arbitratge, les competències del qual van ser expandides per una llei especial el 2003, incloen canvis en diversos articles de la constitució (Títol II sencer i els articles 170, 172, 191). El tribunal va evolucionar cap a un tribunal constitucional i el maig de 2007 es va redissenyar formalment com a tal. Aquest tribunal té la potestat d'examinar si una llei aprovada és conforme al Títol II de la constitució i als articles 170, 172 i 191.
L'11 d'octubre de 2011 es resoldre la crisi constitucional amb sisena modificació de la constitució amb la presentació d'un acord entre els partits flamencs Christen-Democratisch en Vlaams (CD&V), Open VLD, sp.a, Groen! i els francòfons Parti Socialiste (PS), Mouvement Réformateur (MR), Centre Demòcrata Humanista (CDH) i Ecolo per a una sisena reforma institucional en la que el districte electoral i judicial de Brussel·les-Halle-Vilvoorde es dividiria, es transferirien competències federals a les comunitats i regions com economia, ocupació i política familiar, i el Senat belga ja no seria elegit directament, sinó que es convertirà en una assemblea de parlaments regionals, amb menys membres.